# Schloss Ernstfeld

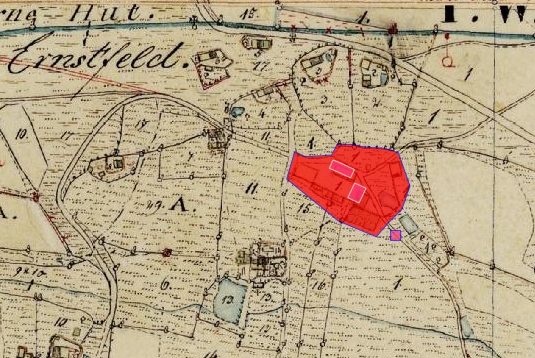
Lageplan von Schloss Ernstfeld auf dem Urkataster von Bayern

Das Schloss Ernstfeld ist ein Schloss in Ernstfeld (Weidenloheweg 8), einem Gemeindeteil der Gemeinde Schlammersdorf im oberpfälzischen Landkreis Neustadt an der Waldnaab. Der Edelsitz ist unter der Aktennummer D-3-74-155-6 als Baudenkmal von Ernstfeld verzeichnet. „Archäologische Befunde des Mittelalters und der frühen Neuzeit im Bereich des ehem. Schlosses Ernstfeld“ werden dazu als Bodendenkmal unter der Aktennummer D-3-6236-0049 geführt.

## Geschichte
Ernstfeld war ein Landsassengut, das bis 1499 ein Pfalz-Mosbachsches Lehen war und danach zur Kurpfalz gehörte. 1408 taucht Heinrich Schlamersdorffer als Besitzer auf. 1437 muss er wegen Überschuldung seinen Stammsitz und auch Ernstfeld auf „ewige Wiedereinlösung“ an Niclas Grieß abtreten. Diesem folgen 1462 seine Söhne Niklas und Heinrich Grieß nach. 1472 werden hier Hans und Heinrich Grieß genannt und 1480 Heinrich allein. 1481 kauft Albrecht von Plassenberg die Güter des Heintz Grieß. 1491 kauft Erasmus von Streitberg die Güter Schlammersdorf und Ernstfeld. 1517 erwirbt Cunz Potzlinger diese Güter und wird 1519 damit belehnt. Von 1540 stammt ein Reversbrief, durch den die Vormünder der Kinder des Cuntz Potzlinger, Heinrich von Giech zu Kirchenthumbach und Kraft Degenreuter zu Stegenthumbach, mit Ernstfeld und Schlammersdorf belehnt werden. 1553 erhält Hans Rupprecht Potzlinger bei der Erbteilung mit seinen Geschwistern Ernstfeld. 1562 werden hier Hans von Schlamersdorf und Georg Gravenreuther als Vormünder der von Hans Rupprecht Potzlinger hinterlassenen Kinder genannt. Am 5. Januar 1581 erhält Christoph Potzlinger das Lehengut.
Vom 6. Juli 1584 stammt der Reversbrief, mit dem Abraham von Brandt zu Menzlas Ernstfeld erhält. 1611 wird hier Heinrich Christoph von Brandt und 1612 Hans Christoph von Brandt genannt. 1628 erscheint Hans Ernst von Mengersreuth als Vormund des von Hans Christoph von Brandt hinterlassenen Söhne Christoph Friedrich und Hans Ernst. 1652 erhält Ernst von Brandt und 1680 Hans Ernst von Brandt das Lehen. 1686 folgen diesem seine Söhne Hans Walter, Adam Gerhart, Wolf Achatz und Hans Mathes von Brandt nach. 1709 erhält Adam Gerhart von Brandt das Lehen. Dieser verkauft 1710 das Gut an den Oberst Johann Christoph Erst von Gravenreuth, der es mit Schlammersdorf vereinigt. Aber 1727 besitzt es wieder Adam Gerhart von Brandt. Im gleichen Jahr erhält Mathias von Joner, kurfürstlicher geheimer Rat, die Anwartschaft auf das Lehengut Ernstfeld. 1734 erwerben Mateus und Joseph Clement Maria von Joner das Gut Ernstfeld. 1746 werden die Erben des Mateus Joner mit Ernstfeld belehnt.
1747 verkaufen diese Ernstfeld an den nicht adeligen Johann Caspar Baumann. 1781 wird dessen gleichnamiger Sohn mit Ernstfeld belehnt. 1801 wird Florian Baumann der Besitzer. Nach mehreren Generationen verkauft die Witwe Katharina von Baumann 1842 das Rittergut Ernstfeld an Karl August Werner und Jakob Rath zu Bayreuth. 1843 erwirbt es Michael Bittermann, aber zuvor waren bereits viele zum Schloss gehörende Gründe verkauft worden. 1847 kauft Freiherr Ernst von Hirschberg zu Schlammersdorf, königlicher Kämmerer und Generalmajor der Landwehr von Oberfranken, das Gut. 1850 wird hier seine Witwe Caroline von Hirschberg genannt. 1863 werden die restlichen zum Schloss gehörenden Grundstücke verkauft, den Rest mitsamt dem Schlossgebäude erwirbt der Forstwart Johann Diepold. 1874 übernehmen Johann Baptist Schmid und seine Frau Therese, geborene Diepold, das Anwesen. Nach dem Tod des Johann Baptist 1917 bilden seine Kinder vorerst eine Erbengemeinschaft, aber im gleichen Jahr wird Karolina Schmidt Alleineigentümerin. 1919 heiratet sie Johann Heindl aus Moos. Nach dem Tod der Karolina († 1940) wird ihr Mann Alleineigentümer. 1953 übernimmt die Tochter Margaretha Heindl das Anwesen und heiratet Josef Hopfner. Deren Sohn Gerhard Hopfner übernimmt 1984 das Anwesen.

## Baulichkeit
Das in die Jahre gekommene Schloss ist ein freistehender, zweigeschossiger Walmdachbau mit Ecklisenen und einem Gurtgesims. Es besitzt vier bzw. fünf Fensterachsen und auf der Schmalseite drei Gauben. Zu dem Schloss gehört ein Ökonomiegebäude; dieses ist ein eineinhalbgeschossiger Satteldachbau mit Sandsteinquadern im Stallteil und einem nach Westen anschließenden Stadel.